# Абертіллері
Абертілле́рі (англ. Abertillery, валл. Abertyleri) — місто на південному сході Уельсу, в області Бланау-Гвент.
Населення міста становить 11 194 особи (2001).